# Isla Otama
Isla Otama es el nombre que recibe una isla de Venezuela, localizada en el Lago de Valencia, al centro norte de ese país suramericano. Administrativamente depende del Municipio Carlos Arvelo del Estado Carabobo Está al norte de la Puntica de Yuma, al sur de la Península de la Cabrera y la isla del Horno, al este de las Islas El Burro, y El burrito y al oeste de la Isla El Zorro. Se encuentra deshabitada, existen varios proyectos que pretenden convertirla en destino turístico.
Cubierta de vegetación y cerca de los límites con el vecino estado Aragua posee una superficie aproximada de 40,7 hectáreas (equivalentes a 0,40 kilómetros cuadrados). La isla más cercana a su territorio es la llamada Isleta el Horno que se encuentra al noreste de Otama.
Destaca por ser el lugar donde anidan diversas especies de aves entre ellas los patos laguneros y las Cotúas..